# Kleisoúra (ort i Grekland, Västra Makedonien)
Kleisoúra (Klisoura) är en ort i Grekland.   Den ligger i prefekturen Nomós Kastoriás och regionen Västra Makedonien, i den norra delen av landet, 300 km nordväst om huvudstaden Aten. Kleisoúra ligger 1 168 meter över havet och antalet invånare är 257.
Terrängen runt Kleisoúra är huvudsakligen kuperad, men norrut är den bergig. Runt Kleisoúra är det glesbefolkat, med 18 invånare per kvadratkilometer. Närmaste större samhälle är Ptolemaida, 17,8 km öster om Kleisoúra. Omgivningarna runt Kleisoúra är en mosaik av jordbruksmark och naturlig växtlighet.